# کیت پنتوس-روسیمانوس
کیت پنتوس-روسیمانوس (انگلیسی: Keit Pentus-Rosimannus؛ زادهٔ ۳ مارس ۱۹۷۶) سیاست‌مدار اهل استونی است.
وی از سال ۲۰۱۴ تا ۲۰۱۵ وزیر امور خارجه استونی و از سال ۲۰۱۱ تا ۲۰۱۴ وزیر محیط زیست استونی بوده است. پنتوس-روسیمانوس در انتخابات ۲۰۱۵ از حزب اصلاحات استونی وارد پارلمان استونی شده است.